# Pedro Loredo
Pedro Loredo (Ciudad de México, 1923 - íbid, 2010) fue un destacado diseñador de moda mexicano conocido por sus diseños transparentes inspirados en culturas prehispánicas.

## Biografía
Loredo comenzó su carrera como vendedor de relojes y en 1953 abrió un taller llamado "Fantasías" en la Colonia Centro de la Ciudad de México, de sus colecciones destacaban los sacos y trajes para mujer con diseños femeninos y solapas suavizadas. Tres años después sería invitado por Televisa para presentar su trabajo, posteriormente volviéndose vestuarista de distintas películas y telenovelas.
En 1960 el expresidente de México Miguel Alemán Valdés, en ese entonces Presidente del Consejo Nacional de Turismo lo invita a mostrar sus colecciones con inspiración prehispánica en una exhibición, en 1961 fue nombrado por él como "Embajador de la moda mexicana" y al año siguiente presentó sus creaciones en el Rockefeller Plaza, el Hotel Waldorf Astoria, el Savoy Plaza, el Playboy Club y el Pabellón México en la Feria de la Moda de Nueva York en la Quinta Avenida el cual inauguró.
En 1965 participó en la Semana Internacional de la Moda organizada por el Instituto Mexicano de la Moda, presentó una colección de trajes de baño y ropa de playa transparente. Al evento acudieron diseñadores como Geoffrey Beene, Pierre Cardin, Manuel Pertegaz y Valentino recibiendo comentarios positivos de este último.
En 1974 fue el primer diseñador americano en participar en el Festival de la Moda en Europa.
En 1978 fue jurado del concurso Miss Universo que se celebró en Acapulco.
Loredo continuó su carrera como diseñador vendiendo en su tienda en la Colonia Roma, falleció el 17 de diciembre de 2010 por un problema coronario a la edad de 87 años.

## Controversia
En la década de los 60 presentó varias colecciones con vestidos de gasa transparente, algunos bordados con canutillo o pintados a mano, estas prendas mostraban las piernas o el busto de las modelos siendo bastante reveladores para la época; los sectores más conservadores de la burguesía mexicana los catalogaron de pornográficos, sin embargo otros aplaudían a Loredo por su atrevimiento.

## Vestuario para cine y televisión
- 1969 La casa del farol rojo
- 1969 La señora Muerte
- 1969 Patsy, mi amor (Pixie Hopkin)
- 1967 Señorita México
- 1967 Mariana[8]
- 1960 La muñeca perversa
- 1959 Viva la parranda
- 1959 Siete pecados[9][10]